# Coenotephria casearia
Coenotephria casearia là một loài bướm đêm trong họ Geometridae.